# Skrzydlaty krokodyl
Skrzydlaty krokodyl (ros. Крылья дядюшки Марабу) – radziecki krótkometrażowy film animowany z 1969 roku w reżyserii Rasy Strautmanie i Arkadija Sniesariewa.

## Fabuła
Bajka o krokodylu, który pożyczył od marabuta skrzydła, żeby pojąć królewnę za żonę. Swym wyglądem przestraszył dworzan Królestwa Bajki, którzy wzięli go za smoka. Wkrótce skrzydlaty krokodyl zostaje rozpoznany i umieszczony w ZOO.

## Animatorzy
Jurij Kuziurin, Walerij Ugarow, Anatolij Abarieniow, Giennadij Sokolski